# Divadélko ve Smetanově muzeu
Divadélko ve Smetanově muzeu, bylo divadlo vzniklé v roce 1941 z části souboru Divadélka pro 99. Divadlo existovalo až do roku 1945.

## Vznik divadélka
Soubor divadla byl tvořen především konzervatoristy, kteří hráli v letech 1940–1941 v Divadélku pro 99 v souboru vedeném Jindřichem Honzlem. V létě 1941 bylo působení divadélka v salónu U Topičů nuceně ukončeno výpovědí ze strany nakladatelství F. Borový a část souboru se pak přestěhovala do Smetanova muzea, kde od podzimu 1941 soubor vystupoval v koncertní síni s kapacitou okolo 150 míst pod názvem Divadélko ve Smetanově muzeu,. První představení se konalo 23. září 1941.
Jindřich Honzl pracoval v divadle ještě chvíli v roce 1941 a pak byl nucen kvůli útokům ze strany fašistického tisku, především Vlajky a Arijského boje, odejít do ústraní. Dle Honzlova přání se ujal vedení souboru nejprve Felix le Breux a po jeho odchodu do Nezávislého divadla na jaře 1942 vedl divadlo Antonín Dvořák, a to až do května 1945.

## Soubor
V souboru Divadélka ve Smetanově muzeu vystupovali např. Antonie Hegerlíková, Karel Houska, Zdeněk Stránský (od podzimu 1941 do konce roku 1943), Marie Motlová, Stanislav Zvoníček, Jaromír Spal, Josef Pehr, Felix le Breux, Jiří Seydler, Stanislav Vyskočil a další. Režisérem byl Antonín Dvořák, který od roku 1943 současně působil v Intimním divadle.
K častým návštěvníků divadla pařili mj. Jindřich Plachta, Jan Drda, Václav Řezáč, Karel Konrád, Karel Teige a Jiří Frejka.

## Působiště
Divadélko působilo od počátku ve Smetanově muzeu, v roce 1942 krátce také ve Stálém divadle v Unitarii v Karlově ulice (později zde sídlil DISK), v roce 1943 hrál soubor v Nezávislém divadle na Václavském náměstí a v sezóně 1943/1944 v Intimním divadle pod hlavičkou "Studio Intimního divadla". Po názorových neshodách s ředitelem Intimního divadla Jaromírem Dohnalem se soubor na jaře roku 1944 znovu vrátil do Smetanova muzea.

## Ukončení činnosti
Posledním představením Divadélka ve Smetanově divadle v době války bylo ilegální nastudování hry Král Ubu, uvedené pro pozvané hosty v květnu 1944 ve Smetanově muzeu a věnované J. Honzlovi k jeho 50. narozeninám.. V této inscenaci účinkoval jako host Jindřich Plachta.
Po osvobození soubor vystupoval krátce jako Soubor Jindřicha Honzla a pak byl převeden do Studia Národního divadla.

## Citát
| „              | Největším přínosem Divadélka ve Smetanově muzeu byly herecké kreace. Nešlo ovšem o nějaké mimořádně vyspělé individuální výkony jednotlivců, na to byli všichni příliš mladí a nezkušení. Přínosem byla herecká tvorba divadélka jako celek. Obdobně jako v případě Větrníku se herecké výkony i této skupiny vyznačovaly stylovou sjednoceností, detailním propracováním dikce i mimiky a zároveň – navzdory silným režisérským stylizacím – i značným uvolněním vnitřních tvořivých sil herců. | “ |
| — Bořivoj Srba | |   |

## Repertoár, výběr
- 1941 J. Honzl: Dvě lásky Mikoláše Alše, režie Jindřich Honzl
- 1942 F. Mach: Balada o stínu, režie Antonín Dvořák
- 1942 V. K. Klicpera: Hadrián z Římsů, režie Antonín Dvořák
- 1942 J. N. Nestroy, J. K. Tyl: Enšpígl, režie Antonín Dvořák (v titul. roli Zdeněk Stránský)
- 1943 Sofoklés: Slídiči (Zrození komedie), režie Antonín Dvořák
- 1943 Viktor Dyk: Veliký mág, režie Antonín Dvořák (hráno pod hlavičkou Studia Intimního divadla)
- 1943 J. W. Goethe: Urfaust, režie Antonín Dvořák
- 1943 Lev Blatný: Smrt na prodej, režie Antonín Dvořák
- 1943 A. Dumas: Dáma s kameliemi, režie Antonín Dvořák (hráno pod hlavičkou Studia Intimního divadla[8])
- 1944 J. Pokorný: Píseň otroků a bídy (montáž ze starořecké lyriky) – cenzurou zakázáno[8]
- 1944 A. Jarry:Král Ubu, režie Antonín Dvořák (nastudování věnováno J. Honzlovi k jeho 50. narozeninám)